# Équipe cycliste ONCE
Pour les articles homonymes, voir Astana (homonymie).
Cette équipe ne doit pas être confondue avec l'équipe cycliste Astana et sa réserve l'équipe cycliste Astana Continental.
L’équipe cycliste ONCE-Eroski est une ancienne équipe cycliste, ayant existé entre 1989 et 2003, avant de changer de sponsor principal, une compagnie d'assurance qui donne son nom à la nouvelle équipe rebaptisée Liberty Seguros, puis Astana-Würth et enfin Astana pour la fin de saison 2006.

## Histoire de l'équipe
L'équipe cycliste Once est créée en 1989. Après quinze années marquées par de nombreux succès remportés notamment par Laurent Jalabert, Alex Zülle, Erik Breukink, Johan Bruyneel, Pello Ruiz Cabestany ou Joseba Beloki, l'équipe perd son partenaire, la loterie espagnole ONCE, à la fin de l'année 2003. 
Manuel Saiz, manager de l'équipe depuis sa création et propriétaire via la société Active Bay, trouve alors un nouveau partenaire : la compagnie d'assurance Liberty Seguros.

### 2005
En 2005 l'équipe est éclaboussée par un premier scandale : le 27 octobre alors qu'il vient de remporter le Tour d'Espagne 2005, Roberto Heras est déclaré positif à l'EPO.

### 2006
Le 24 mai 2006, dans le cadre d'une affaire de dopage la police espagnole arrête plusieurs personnes du monde du cyclisme dont Manolo Saiz le manager général de l'équipe Liberty Seguros. Le lendemain, le sponsor principal, l'assureur américain Liberty, annonce son retrait immédiat de l'équipe alors en plein Tour d'Italie. Le leader de l'équipe, le Kazakh Alexandre Vinokourov, non-impliqué dans l'affaire et désireux de participer au Tour de France, parvient à mobiliser plusieurs entreprises kazakhes qui, sous la forme du consortium Astana (de nom de la capitale du Kazakhstan), co-sponsorisent l'équipe. Celle-ci devient alors en cours de saison Astana-Würth (Würth étant déjà auparavant co-sponsor de Liberty Seguros). L'équipe ne participe pourtant pas au Tour, faute d'un nombre de coureurs suffisants.
La structure Active Bay ne se voyant pas octroyer de licence ProTour pour la saison 2007, une nouvelle structure est créée, de droit suisse, sponsorisée par les mêmes entreprises kazakhes, sous le nom d'Astana.

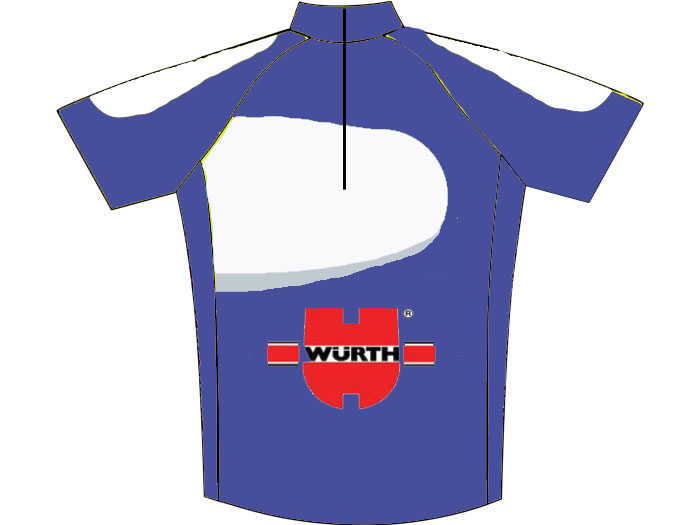
Maillot de l'équipe Astana-Würth

## Coureurs connus
Ce tableau présente les résultats obtenus au sein de l'équipe par une sélection de coureurs qui se sont distingués soit par le rôle de leader ou de capitaine de route qui leur a été attribué pendant tout ou partie de leur passage dans l'équipe (comme Laurent Jalabert, leader historique de l'équipe), soit en remportant une course majeure pour l'équipe (comme Melchor Mauri, vainqueur du Tour d'Espagne 1991), soit encore par leur place dans l'histoire du cyclisme en général (comme Carlos Sastre, vainqueur du Tour de France en 2008).
| Nom                         | Naissance | Nationalité        | Arrivée   | Départ    | Résultats pour l'équipe |
| --------------------------- | --------- | ------------------ | --------- | --------- | --- |
| Pello Ruiz Cabestany        | 1962      | Espagne            | 1989      | 1990      | 2 étapes du Tour d'Espagne 1990 4e du Tour d'Espagne 1990 |
| Marino Lejarreta            | 1957      | Espagne            | 1990      | 1992      | 1 étape du Tour de France 1990 1 étape du Tour d'Italie 1991 1 étape du Tour d'Espagne 1991 5e du Tour de France 1990 3e du Tour d'Espagne 1991 5e du Tour d'Italie 1991 |
| Melchor Mauri               | 1966      | Espagne            | 1990 1995 | 1992 1998 | Tour d'Espagne 1991 3 étapes du Tour d'Espagne 4e du Tour d'Espagne 1995 6e du Tour de France 1995 |
| Neil Stephens               | 1963      | Australie          | 1991      | 1996      | |
| Alex Zülle                  | 1968      | Suisse             | 1991      | 1997      | Tour d'Espagne 1996 et 1997 Paris-Nice 1993 Tour du Pays basque 1995 et 1997 Tour de Catalogne 1996 Champion du monde CLM 1996 2 étapes du Tour de France 6 étapes du Tour d'Espagne 2e du Tour de France 1995 2e du Tour d'Espagne 1993 4e du Tour d'Espagne 1994 |
| Johan Bruyneel              | 1964      | Belgique           | 1992 1998 | 1995 1998 | |
| Laurent Jalabert            | 1968      | France             | 1992      | 2000      | Tour d'Espagne 1995 Milan San Remo 1995 Paris-Nice 1995, 1996 et 1997 Champion du monde CLM 1997 Tour du Pays basque 1999 Tour de Romandie 1999 Maillot vert du Tour de France 1992 et 1995 2 étapes du Tour de France Flèche Wallonne 1995 et 1997 Tour de Catalogne 1995 Tour de Lombardie 1997 18 étapes du Tour d'Espagne 3 étapes du Tour d'Italie 4e du Tour de France 1995 4e du Tour d'Italie 1999 |
| Laurent Dufaux              | 1969      | Suisse             | 1993      | 1994      | Critérium du Dauphiné libéré 1993 et 1994. |
| Erik Breukink               | 1964      | Pays-Bas           | 1993      | 1995      | |
| David Etxebarria            | 1973      | Espagne            | 1994      | 2000      | 2 étapes du Tour de France 1999 |
| Patrick Jonker              | 1969      | Australie          | 1995      | 1996      | |
| David Cañada                | 1975      | Espagne            | 1995      | 2000      | |
| Mikel Zarrabeitia           | 1970      | Espagne            | 1996      | 2003      | |
| Carlos Sastre               | 1975      | Espagne            | 1997      | 2001      | Classement de la montagne du Tour d'Espagne 2000 |
| Andrea Peron                | 1971      | Italie             | 1999      | 1999      | |
| Peter Luttenberger          | 1972      | Autriche           | 1999      | 2000      | |
| Abraham Olano               | 1970      | Espagne            | 1999      | 2002      | 2 étapes du Tour d'Espagne Tirreno-Adriatico 2000 2e du Tour d'Italie 2001 |
| Isidro Nozal                | 1977      | Espagne            | 1999      | 2003      | 2 étapes du Tour d'Espagne 2003 2e du Tour d'Espagne 2003 |
| Marcos Serrano              | 1972      | Espagne            | 1999      | 2003      | |
| Joaquim Rodriguez           | 1979      | Espagne            | 2000      | 2003      | 1 étape du Tour d'Espagne 2003 |
| Joseba Beloki               | 1973      | Espagne            | 2001      | 2003      | Tour de Catalogne 2001 2e du Tour de France 2002 3e du Tour de France 2001 3e du Tour d'Espagne 2002 |
| José Azevedo                | 1973      | Portugal           | 2001      | 2003      | 5e du Tour d'Italie 2001 6e du Tour de France 2002 |
| Jörg Jaksche                | 1976      | Allemagne          | 2001      | 2003      | |
| Igor González de Galdeano   | 1973      | Espagne            | 2001      | 2003      | 1 étape du Tour d'Espagne 2001 5e du Tour de France 2001 et 2002 4e du Tour d'Espagne 2003 |
| Álvaro González de Galdeano | 1970      | Espagne            | 2001      | 2003      | |
| David Arroyo                | 1980      | Espagne            | 2001      | 2003      | |
| Jan Hruska                  | 1975      | République tchèque | 2001      | 2003      | |
| Giampaolo Caruso            | 1980      | Italie             | 2002      | 2003      | |
| Luis León Sánchez           | 1983      | Espagne            | 2003      | 2003      | |
| Allan Davis                 | 1980      | Australie          | 2003      | 2003      | |

### Principaux coureurs de la période Astana-Wurth
- Joseba Beloki (2005-2006)
- Alberto Contador (2004-2006)
- Allan Davis (2004-2006)
- David Etxebarria (2005-2006)
- Roberto Heras (2004-2005)
- Koldo Gil (2004-2005)
- Igor González de Galdeano (2004-2005)
- Jörg Jaksche (2005-2006)
- Andrey Kashechkin (2006)
- Isidro Nozal (2004-2006)
- Luis León Sánchez (2004-2006)
- Marcos Serrano (2004-2006)
- Ángel Vicioso (2004-2006)
- Alexandre Vinokourov (2006)

## Palmarès et statistiques

### Principales victoires

#### Classiques
L'équipe remporte entre 1995 et 1997 3 classiques majeures du calendrier.
- Flèche wallonne : 1995 et 1997 (Laurent Jalabert)
- Milan-San Remo : 1995 (Laurent Jalabert)
- Tour de Lombardie : 1997 (Laurent Jalabert)

#### Grands tours
L'équipe compte 35 participations dans les grands tours entre 1989 et 2003, avec les résultats suivants :
- Tour de France
  - 16 participations (1990, 1991, 1992, 1993, 1994, 1995, 1996, 1997, 1998, 1999, 2000, 2001, 2002, 2003)
  - 13 victoires d'étapes :
    - 2 en 1990 : Eduardo Chozas et Marino Lejarreta
    - 1 en 1992 : Laurent Jalabert
    - 1 en 1993 : Johan Bruyneel
    - 3 en 1995 : Laurent Jalabert, Johan Bruyneel et Alex Zülle
    - 1 en 1996 : Alex Zülle
    - 2 en 1999 : David Etxebarria (2)
    - 1 en 2000 : contre-la-montre par équipes
    - 1 en 2002 : contre-la-montre par équipes
    - 1 en 2005 (Marcos Serrano)

  - Meilleur classement : Alex Zülle (2e en 1995) et Joseba Beloki (2e en 2002)
  - 3 podiums
  - 5 classements annexes
    -  classement par équipes : 1995 et 2002
    -  Classement par points : Laurent Jalabert (1992, 1995)
    -  Prix de la combativité : Eduardo Chozas (1990)
- Tour d'Italie
  - 8 participations (1990, 1991, 1992, 1995, 1999, 2001)
  - 8 victoires d'étapes :
    - 1 en 1990 : Eduardo Chozas
    - 2 en 1991 : Eduardo Chozas et Marino Lejarreta
    - 1 en 1995 : Oliverio Rincón
    - 3 en 1999 : Laurent Jalabert (3)
    - 1 en 2005 (Koldo Gil)

  - Meilleur classement : Abraham Olano (2e en 2001)
  - 1 podium
  - 3 classements annexes :
    -  classement par équipes : 1990
    -  Classement par points : Laurent Jalabert (1999)
    - Classement Intergiro : Alberto Leanizbarrutia (1991)
- Tour d'Espagne
  - 18 participations (1989, 1990, 1991, 1992, 1993, 1994, 1995, 1996, 1997, 1998, 1999, 2000, 2001, 2002, 2003), 2004, 2005, 2006
  - 50 victoires d'étapes :
    - 1 en 1989 : Herminio Díaz Zabala
    - 2 en 1990 : Pello Ruiz Cabestany (2)
    - 4 en 1991 : Melchor Mauri (3), contre-la-montre par équipes
    - 1 en 1992 : Johan Bruyneel
    - 5 en 1993 : Alex Zülle (3), Laurent Jalabert (2)
    - 7 en 1994 : Laurent Jalabert (7)
    - 6 en 1995 : Laurent Jalabert (5), Alex Zülle
    - 3 en 1996 : Laurent Jalabert, Alex Zülle, Oliverio Rincón
    - 4 en 1997 : Laurent Jalabert (2), Alex Zülle, Melchor Mauri
    - 1 en 1999 : Abraham Olano
    - 1 en 2000 : Santos González
    - 1 en 2001 : Igor González de Galdeano
    - 1 en 2002 : contre-la-montre par équipes
    - 4 en 2003 : contre-la-montre par équipes, Isidro Nozal (2), Joaquim Rodríguez
    - 1 en 2004 : Roberto Heras
    - 3 en 2005 : Roberto Heras
    - 5 en 2006 : Alexandre Vinokourov (3), Andrey Kashechkin, Sérgio Paulinho

  - 7 victoires finales : Melchor Mauri (1991), Laurent Jalabert (1995), Alex Zülle (1996 et 1997), Roberto Heras en 2004 et 2005[5],  puis Alexandre Vinokourov en 2006.
  - 9 podiums
  - 8 classements annexes :
    -  classement par équipes : 1990, 1991, 1995
    -  Classement par points : Laurent Jalabert (1995, 1996 et 1997)
    -  Classement de la montagne : Laurent Jalabert (1995), Carlos Sastre (2000)

#### Autres courses par étapes
- Paris-Nice 1993 (Alex Zulle), 1995, 1996 et 1997 (Laurent Jalabert).
- Tirreno-Adriatico 1991 (Herminio Díaz Zabala) et 2000 (Abraham Olano).
- Tour de Catalogne 1995 (Laurent Jalabert), 1996 (Alex Zulle) et 2001 (Joseba Beloki).
- Tour du Pays Basque 1995, 1997 (Alex Zulle), 1998 (Íñigo Cuesta) et 1999 (Laurent Jalabert).
- Tour de Romandie 1999 (Laurent Jalabert).
- Critérium du Dauphiné Libéré 1993 et 1994 (Laurent Dufaux).
- Critérium international 1993 (Erik Breukink), 1995 (Laurent Jalabert), 1997 (Marcelino García) et 2000 (Abraham Olano).
- Tour de Burgos 1990 (Marino Lejarreta), 1992 (Alex Zulle), 1997 (Laurent Jalabert) et 1999 (Abraham Olano).
- Circuit de la Sarthe 1997, 1998 (Melchior Mauri) et 2000 (David Cañada).
- Clásica de Alcobendas 2001 (Abraham Olano) et 2003 (Joseba Beloki).
- Tour méditerranéen 2000 (Laurent Jalabert).
- Route du Sud 1996 (Laurent Jalabert).
- Semaine catalane 1992, 1996 (Alex Zulle), 1999 et 2000 (Laurent Jalabert), 2005 (Alberto Contador).
- Bicyclette basque 1999 (David Etxebarria) et 2002 (Mikel Zarrabeitia), 2004 (Roberto Heras).
- Grand Prix du Midi libre 1996 (Laurent Jalabert).
- Tour de Valence 1989 (Pello Ruiz Cabestany), 1991, 1992 (Melchior Mauri), 1995 (Alex Zulle), 1996 (Laurent Jalabert) et 2000 (Abraham Olano).
- Tour d'Andalousie 1990 (Eduardo Chozas), 1992 (Miguel Ángel Martínez), 1996 (Neil Stephens), 1998 (Marcelino García) et 2000 (Miguel Ángel Peña).
- Tour des Asturies 1992 (Alex Zulle), 1993 (Erik Breukink) et 1998 (Laurent Jalabert).
- Tour d'Allemagne 2002 (Igor González de Galdeano).
- Tour d'Aragon 1996 (Melchior Mauri) et 1997 (Aitor Garmendia).
- Tour de Galice 1997 (Aitor Garmendia) et 1999 (Marcos Serrano).
- Tour de Murcie 1991 (José Luis Villanueva), 1996 (Melchior Mauri) et 2000 (David Cañada), 2005 (Koldo Gil).
- Tour de l'Alentejo 1997 (Aitor Garmendia) et 1998 (Melchior Mauri).
- Tour de Castille-et-León 2001 (Marcos Serrano), 2004 (Koldo Gil) et 2006 (Alexandre Vinokourov).
- Tour de la Rioja 1993 (Laurent Jalabert) et 1996 (José Roberto Sierra).
- Challenge de Majorque 1993 et 1997 (Laurent Jalabert), 1995 (Alex Zulle) et 1999 (José Luis Rebollo).
- Escalade de Montjuïc 1990 (Marino Lejaretta), 1992 (Alex Zulle), 1997 (Laurent Jalabert), 2001 (Joaquim Rodríguez) et 2002 (Joseba Beloki).
- Tour Down Under : 2005 (Luis León Sánchez).

#### Championnats du monde
- Championnat du monde du contre-la-montre : 1996 (Alex Zülle) et 1997 (Laurent Jalabert)

#### Championnats nationaux
- Championnats d’Australie (2) :
  - Course en ligne : 1991 et 1994 (Neil Stephens)
- Championnats du Danemark (1) :
  - Course en ligne : 1989 (Johnny Weltz)
- Championnats d’Espagne (6) :
  - Course en ligne : 2001 (José Iván Gutiérrez)
  - Contre-la-montre : 1995 (Melchior Mauri), 1999 et 2001 (Santos González), 2000 (José Iván Gutiérrez), 2002 (Igor González de Galdeano)
- Championnats de France (1) :
  - Course en ligne : 1998 (Laurent Jalabert)
- Championnat du Kazakhstan sur route (1) :
  - Course en ligne : 2006 (Andrey Kashechkin)
- Championnats des Pays-Bas (1) :
  - Course en ligne : 1993 (Erik Breukink)
- Championnats du Portugal (1) :
  - Contre-la-montre : 2001 (José Azevedo)

#### Autres courses d'un jour
- Milan-Turin 1997 (Laurent Jalabert).
- Classique des Alpes 1994 (Oliverio Rincón), 1996 et 1998 (Laurent Jalabert).
- Klasika Primavera 1995 (Laurent Jalabert) et 1997 (Mikel Zarrabeitia).
- Grand Prix Miguel Indurain 1993 (Johnny Weltz), 1996 (Alex Zulle) et 1997 (Mikel Zarrabeitia).
- Tour du Haut-Var 1998 (Laurent Jalabert).
- GP de Villafranca de Ordizia 1990 (Miguel Ángel Martinez), 1991, 1993, 1994, 1995 (Neil Stephens), 1996 (Aitor Garmendia), 1999 (Laurent Jalabert) et 2002 (Mikel Zarrabeitia).
- Trophée Luis Puig 1993 (Laurent Jalabert).
- Classic Haribo 1996 (Laurent Jalabert).
- Clásica de Alcobendas 1993 (Laurent Jalabert).
- Trophée Luis Ocaña 1994 (Oliverio Rincón), 1996 (David Etxebarria) et 1999 (José Luis Rebollo).
- Clásica de Almería 1992 (Johnny Weltz).
- GP Llodio 1996 (David Etxebarria).
- Clásica a los Puertos de Guadarrama 1990 (Stephen Hodge) et 1999 (Miguel Ángel Martín Perdiguero).
- Mémorial Manuel Galera 1989 (Jesús Cruz Martín) et 1993 (Stephen Hodge).

### Classements UCI
De 1989 à 2003, l'équipe est classée parmi les groupes sportifs I, la première catégorie des équipes cyclistes professionnelles. Les classements détaillés ci-dessous pour cette période sont ceux de la formation en fin de saison.
En 2004, Liberty Seguros est classée parmi les Groupes Sportifs I (GSI), la première catégorie des équipes cyclistes professionnelles. Le classement correspondant ci-dessous à cette année est celui de la formation Liberty Seguros en fin de saison. À partir de 2005, l'équipe dispute le ProTour, qui donne lieu en fin de saison à un classement des 20 équipes le composant.
| Année | Classement |
| 2004  | 12e        |
| 2005  | 5e         |
| 2006  | 10e        |

## Résultats et effectifs par saison
- Saison 2004
- Saison 2005
- Saison 2006

## Dopage
Lors du Tour d'Espagne 1996, l'équipe espagnole est victime d'une mystérieuse épidémie de gastro-entérites. Le journaliste Jean-Michel Rouet qui couvre la course pour L’Équipe trouve l'explication de l'intoxication alimentaire bizarre car d'autres équipes hébergées dans le même hôtel ont mangé le même menu sans tomber malades. Faisant un rapprochement avec l'affaire PDM survenue lors du Tour de France 1991, le journaliste est dès lors ostracisé par l'équipe ONCE.
Dans le cadre de l'affaire Puerto, Manolo Saiz, créateur et directeur sportif de cette équipe, est arrêté le 23 mai 2006 par la brigade des stupéfiants, appréhendé en flagrant délit d'achat de substances interdites.